# Ciclometalación

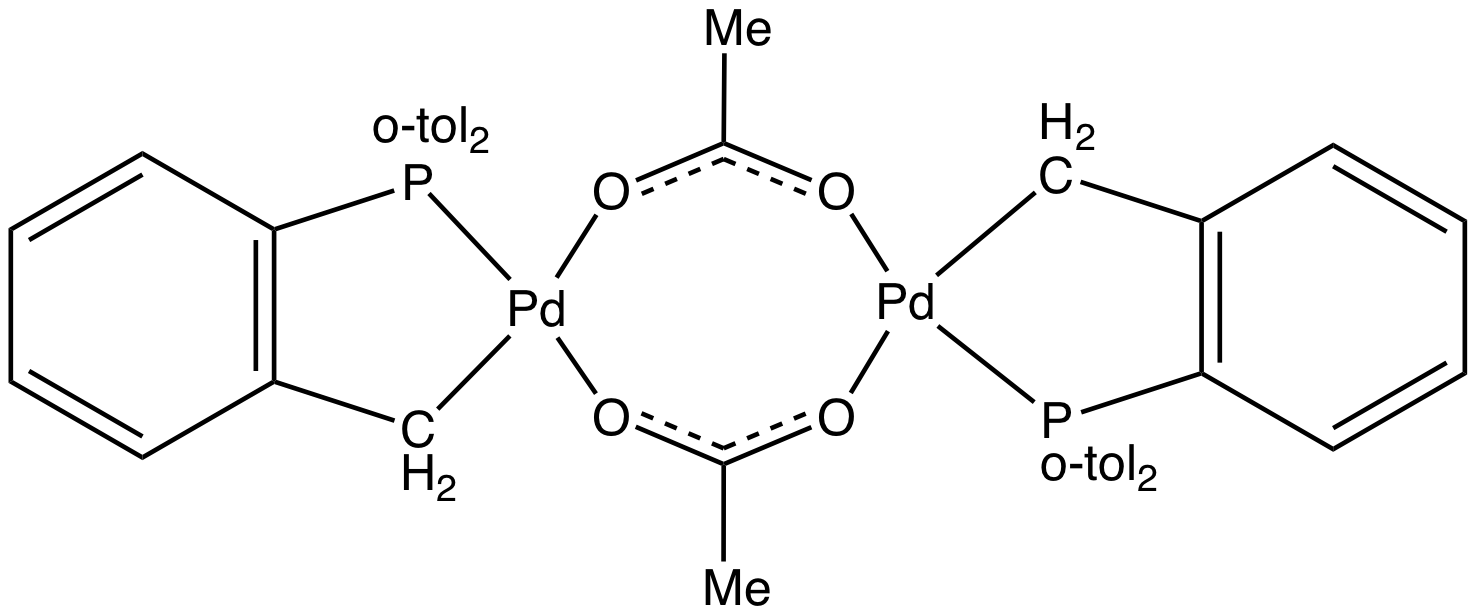
Estructura del Catalizador de Herrmann, un paladaciclo.

Una ciclometalación es aquella reacción de metalación en la que se produce un metalociclo. Son aquellas reacciones de los complejos de metales de transición en los que un ligando orgánico sufre metalación intramolecular con la formación de un enlace σ metal-carbono (M-C). 
Los metalaciclos a menudo surgen por la ciclación de ligandos de donantes que contienen areno, como por ejemplo las arilfosfinas y aminas. Un primer ejemplo es la ciclación de IrCl(PPh3)3 para dar el correspondiente hidruro de Ir(III) que contiene un anillo IrPCC de cuatro miembros. El paladio(II) y el platino(II) se conocen desde hace mucho tiempo en ligandos aromáticos orto-metalados como el azobenceno, las bencilaminas y las 2-fenilpiridinas. Estas reacciones están fuertemente influenciadas por los efectos de los sustituyentes, incluido el efecto Thorpe-Ingold. Los ligandos que carecen de sustituyentes arilo a veces se ciclarán a través de la activación de grupos metilo, un ejemplo es la adición oxidativa interna de ligandos de metilfosfina. La formación del metalaciclo interfiere con los procesos de activación de C-H intermoleculares. Por esta razón, se han desarrollado ligandos especializados de "ligandos de pinza" que resisten la orto-metalación.

## Orto-metalación
La adición oxidativa de enlaces C-H de sistemas aromáticos a metales de transición está muy estudiada desde hace muchos años. La orto metalación dirigida es una adaptación de la sustitución electrófila aromática en la que los electrófilos se unen exclusivamente a la posición orto de un grupo de metalación directa a través de un intermediario de un compuesto de aril-metal.Las sustituciones electrofílicas ordinarias con un grupo activador muestran preferencia tanto para la posición orto como para la posición para, mientras que esta reacción demuestra una regioselectividad casi total porque la posición orto está dirigida.